# Fallceon sageae
Fallceon sageae är en dagsländeart som beskrevs av Mccafferty 2008. Fallceon sageae ingår i släktet Fallceon och familjen ådagsländor. Inga underarter finns listade i Catalogue of Life.